# Sebastian Shaw (Marvel)
Sebastian Hiram Shaw, ook bekend als de Black King (zwarte koning), is een fictieve superschurk uit de strips van Marvel Comics. Hij is een vijand van de X-Men. Hij werd bedacht door Chris Claremont en John Byrne, en maakte zijn debuut in Uncanny X-Men #131 (Maart 1980).
Sebastian is een mutant met de gave om kinetische energie te absorberen en in pure kracht te veranderen. Hij is de leider van de New Yorkse tak van de Hellfire Club, een exclusief geheim genootschap dat op wereldoverheersing uit is. Bij de mensen is hij echter bekend als een gewoon mens en een eerlijk zakenman. Hij financierde zelfs een keer het sentinel programma om de schijn op te houden.

## Biografie
Sebastian Shaw werd geboren in Pittsburgh Pennsylvania. Zijn krachten ontwikkelden zich kort nadat hij werd toegelaten op een monteursschool, en zijn vader, Jacob Shaw, stierf in een gevecht in een bar. Sebastian richtte zich op zijn studies en startte het bedrijf Shaw Industries. Op zijn veertigste werd hij miljonair.
Shaw werd al snel toegelaten tot de Hellfire Club vanwege zijn fortuin, samen met Warren Worthington, Jr. (vader van Archangel), Howard Stark (vader van Iron Man) en James Braddock (vader van Captain Britain). Shaw werd lid van de Raad van Uitverkorenen, en verkreeg de rang van Black Bishop (zwarte loper).
Shaws verloofde, Lourdes, werd gedood door een Sentinel. Toen Sebastian ontdekte dat Ned Buckman, de witte koning van de raad, Steven Langs s Project: Armageddon steunde, gebruikte hij Emma Frosts telepathische krachten om Buckman alle leden van de raad te laten doden, en daarna zichzelf. Shaw gaf zichzelf de rang van zwarte koning, en veranderde zijn Raad van uitverkorenen in de Interne Cirkel. Leden waren Emma Frost, Harry Leland en de niet-mutant cyborg Donald Pierce.
Als leider van de Interne Cirkel van de Hellfire Club, begon Shaw met zijn plannen voor wereld overheersing. Hij wilde dit door middel van macht, geld en geweld. Zijn connecties met hoog geplaatste officials en overheidsleden maakten hem een machtige vijand. Ironisch genoeg was Shaw jarenlang medewerker van het bouwen van Sentinels.
Shaw was een belangrijk persoon in de corruptie van de Phoenix tot de Dark Phoenix. Dit leidde tot de eerste confrontatie van Shaws, en de Hellfire Club, met de X-Men. Toen de Hellfire Club gedwongen werd samen te werken met de X-Men om de sentinel Nimrod te verslaan, vormde een bondgenootschap tussen de twee groepen en Magneto. Magneto en Storm werden lid van de Interne Cirkel. Toen Storm vertrok, dachten Magneto, Selene en Emma Frost erover na om Shaw uit de club te zetten.
Maanden later werd Shaw aangevallen door zijn zoon, Shinobi Shaw, en leek om te komen toen een bom geplaatst door Shinobi ontplofte. Shinobi werd toen zelf even lid van de Hellfire Club. Shaw overleefde, en werd lid van de nieuwe Interne Cirkel met Selene, Madelyne Pryor en Trevor Fitzroy, een nakomeling van Sebastian uit een alternatieve toekomst.
Shaw probeerde Lady Mastermind te gebruiken om Tessa (die nu "Sage" werd genoemd) en Storms team of X-Men in zijn macht te krijgen. Dit mislukte. Shaw keerde daarom terug naar een leven als zakenman en veranderde de New Yorkse tak van de Hellfire Club in een stripclub. Dit was in werkelijkheid een veilige thuishaven voor mutanten. Via de strippers, die in werkelijkheid mutanten met telepathische krachten waren, leerde Shaw de geheimen van enkele gasten.
Na enkele maanden kwam Shaw met het plan om de nieuwe Lord Imperial te worden, en zo de macht te krijgen over de gehele Hellfire Club wereldwijd. Hij nodigde Sage uit om hem te helpen. Sage verraadde Shaw echter door hem niet te vertellen dat Donald Pierce hem wilde vermoorden. Pierce wist Shaw te verwonden, maar Shaw was nog sterk genoeg om Pierce te verslaan. Hij was echter te zwaargewond om zijn Club positie te behouden, en werd vervangen door Sunspot.
Later leek Shaw lid te zijn geworden van een andere Interne Cirkel, waar ook Cassandra Nova lid van was. Deze nieuwe Interne Cirkel viel vaak een individueel lid van Colossus' X-Men team aan. Shaw versloeg zelf Colossus. Uiteindelijk bleek deze hele Hellfire Club niet echt te zijn, maar mentale beelden gecreëerd door Emma Frosts gedachten, die waren geïnfecteerd door Cassandra Nova.

## Krachten en vaardigheden
Shaw is een mutant met de gave om kinetische energie te absorberen en hiermee zijn kracht, snelheid en uithoudingsvermogen te vergroten tot bovenmenselijk niveau. Dit maakt hem zeer moeilijk te verslaan in een gevecht, aangezien elke klap die hij krijgt hem sterker maakt. Ongewone tactieken moeten worden gebruikt om hem te verslaan. Hij absorbeert de energie van elke klap. Niet alleen slagen, maar ook kogels en, in mindere mate, elektriciteit en energiestralen, waaronder Cyclops' optische stralen. Als hij geen energie absorbeert is Shaw zo sterk als een gemiddelde man van zijn leeftijd en lengte. Shaw doet dan ook moeite om zijn kracht altijd op superniveau te houden. Zo werd ooit getoond hoe hij kort na het opstaan een paar maal tegen de muur opliep om zijn kracht op te bouwen.
Shaw kan als hij energie absorbeert ook langere tijd zonder slaap. Hij kan wel worden verwond, maar snijwonden zijn vaak niet erg effectief aangezien hij de energie van het wapen dat hem raakt absorbeert. Shaw laat zijn vijanden nooit merken dat hij sterker wordt, tot hij genoeg kracht heeft opgebouwd. Vaak probeert hij zijn vijanden via scherpe opmerkingen/plagerijen aan te zetten tot een aanval.
Shaws gave kan echter worden overladen door te veel energie. Vooral als hij te veel klappen krijgt van een vijand die ook over bovenmenselijke kracht beschikt. Hij kan ook worden verslagen als een vijand hem enkel verlamt, maar niet met grote kracht raakt. Shaw kan als een zwaar voorwerp op hem valt weliswaar de kinetische energie van de val van dit voorwerp absorberen, maar als dit hem niet genoeg kracht geeft om het voorwerp weer op te tillen wordt hij verpletterd. Rogue versloeg Shaw een keer door hem gewoon de lucht in te gooien.

## In andere media
- Sebastian Shaw speelde een rol in de Dark Phoenix saga in de X-Men animatieserie.

- In de film X2: X-Men United verschijnt hij even kort op een tv scherm, waar hij debatteert met Hank McCoy.

- Shaw verscheen in het computerspel X-Men Legends II: Rise of Apocalypse. Hij geeft een sleutel van Apocalypse' toren aan de X-Men en de Brotherhood.

- Shaw wordt gespeeld door Kevin Bacon in de film X-Men: First Class

## Alternatieve versies
- In het Ultimate Marvel universum is Sebastian Shaw eveneens de leider van de Hellfire Club. De club is hier een geheim genootschap dat de Phoenix God aanbidt. Deze Ultimate versie van Shaw is een gewoon mens. Hij wordt uiteindelijk gedood door de Phoenix.
- In de House of M realiteit krijgt Sebastian Shaw de positie van S.H.I.E.L.D. directeur aangeboden nadat hij zich aansluit bij Magneto en helpt om de Sentinels om te bouwen tot mutanten beschermende robots.